# Thali(I) bromide
Thali(I) bromide là một hợp chất vô cơ có thành phần gồm hai nguyên tố thali và brom, với công thức hóa học TlBr. Hợp chất này được sử dụng trong các máy dò nhiệt độ trong phòng của tia X, tia gamma và ánh sáng xanh, cũng như trong quang hồng ngoại gần.

## Cấu trúc tinh thể
Cấu trúc tinh thể của hợp chất này thuộc loại khối tương tự như hợp chất CsCl ở nhiệt độ phòng, nhưng nó sẽ trở về dạng cấu trúc hệ thoi của thali(I) iodide khi làm lạnh, cũng cần chú ý nhiệt độ chuyển tiếp có thể bị ảnh hưởng bởi các tạp chất. Các màng mỏng có độ dày tính bằng nanomet hợp chất TlBr được đặt trên các chất nền LiF, NaCl hoặc KBr tạo nên cấu trúc đá.

## Độc tính
Nguyên tố thali là một nguyên tố có tính độc cực mạnh và là một chất độc tích lũy có thể hấp thụ được qua da. Tác hại cấp tính và mãn tính của việc ăn các hợp chất của thali là mệt mỏi, đau chân tay, viêm thần kinh ngoại vi, đau khớp, rụng tóc, tiêu chảy, nôn và tổn thương hệ thần kinh trung ương, gan và thận.

## Hợp chất khác
TlBr còn tạo một số hợp chất với CS(NH2)2, như TlBr·2CS(NH2)2 hay TlBr·3CS(NH2)2 đều là tinh thể trắng. Chúng lần lượt nóng chảy ở 191–193 °C (376–379 °F; 464–466 K) và 193–195 °C (379–383 °F; 466–468 K).